# Ptychomitriopsis
Ptychomitriopsis är ett släkte av bladmossor. Ptychomitriopsis ingår i familjen Ptychomitriaceae.
Kladogram enligt Catalogue of Life:
| Ptychomitriopsis | \| \| Ptychomitriopsis africana \| \| \| \| \| \| Ptychomitriopsis aloinoides \| \| \| \| |
|                  | \| \| Ptychomitriopsis africana \| \| \| \| \| \| Ptychomitriopsis aloinoides \| \| \| \| |
|                  | Campylostelium                                                                            |
|                  |                                                                                           |
|                  | skärgårdsmossor                                                                           |
|                  |                                                                                           |
|                  | atlantmossor                                                                              |
|                  |                                                                                           |
|                  | Ptychomitriopsis africana                                                                 |
|                  |                                                                                           |
|                  | Ptychomitriopsis aloinoides                                                               |
|                  |                                                                                           |

|  | Ptychomitriopsis africana   |
|  |                             |
|  | Ptychomitriopsis aloinoides |
|  |                             |